# Kanton Argenteuil-3
Kanton Argenteuil-3 is een kanton van het Franse departement Val-d'Oise. Kanton Argenteuil-3 maakt deel uit van het arrondissement Argenteuil. 
Het werd opgericht bij decreet van 17 februari 2014, met uitwerking in maart 2015.

## Gemeenten
Het kanton Argenteuil-3 omvat volgende gemeenten:
- Argenteuil (zuidelijk deel)
- Bezons